# Newstead Abbey

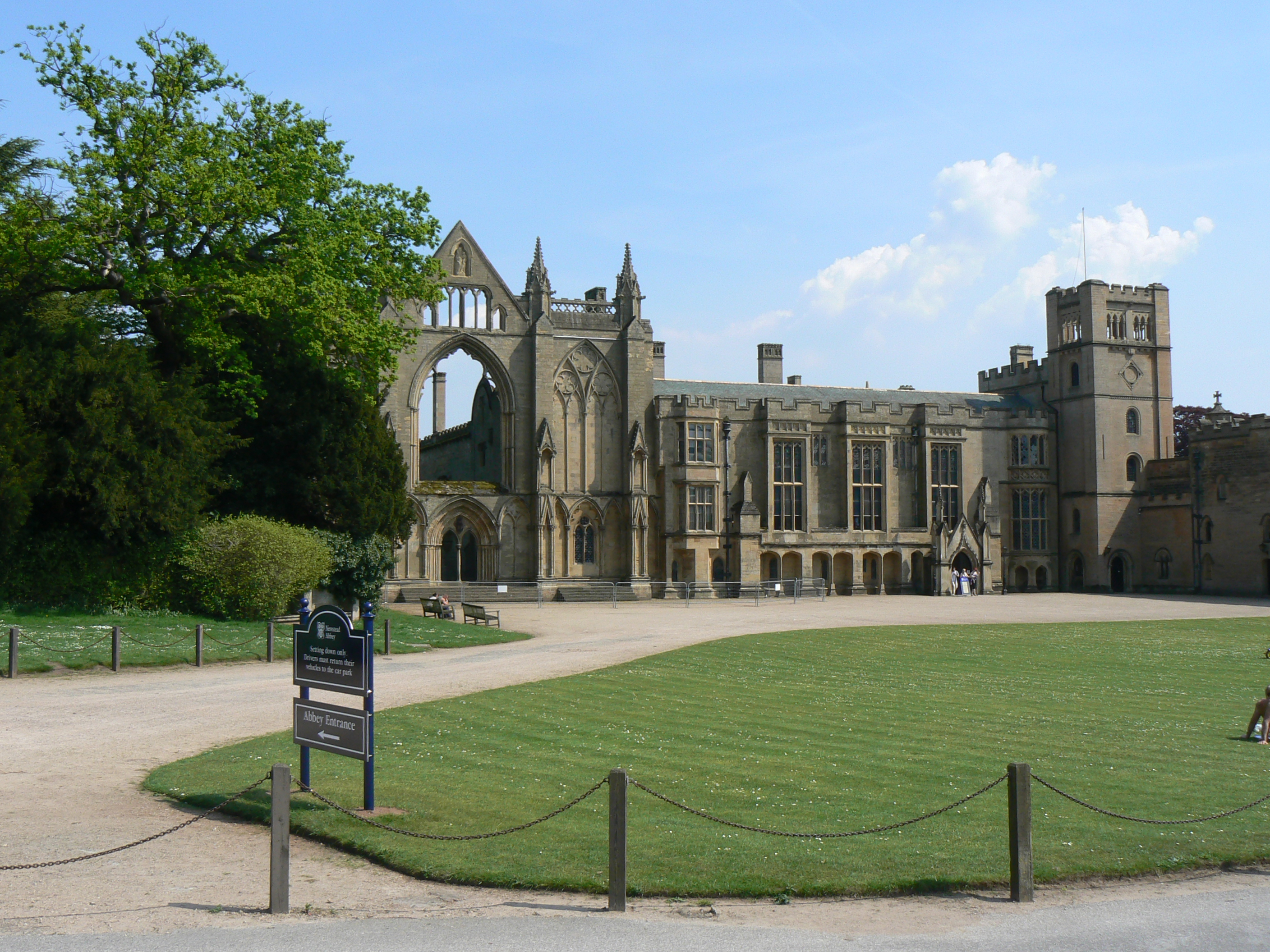
Newstead Abbey.

Newstead Abbey är ett slott i Nottinghamshire, Storbritannien, vilket i äldre tid tillhörde Augustinerorden och senare fram till 1818 till familjen Byron. Slottet innehåller en mängd minnen från Lord Byron och David Livingstone.